# فرودگاه بین‌المللی ججو
فرودگاه بین‌المللی ججو (به انگلیسی: Jeju International Airport) (به زبان بومی: 제주국제공항) یک فرودگاه همگانی باربری با کد یاتا CJU است که یک باند فرود آسفالت دارد و طول باند آن ۳۰۰۰ متر است. این فرودگاه در شهر ججو-دو کشور کره جنوبی قرار دارد و در ارتفاع ۳۶ متری از سطح دریا واقع شده‌است.

## شرکت‌های هواپیمایی و مقصدهای پروازی

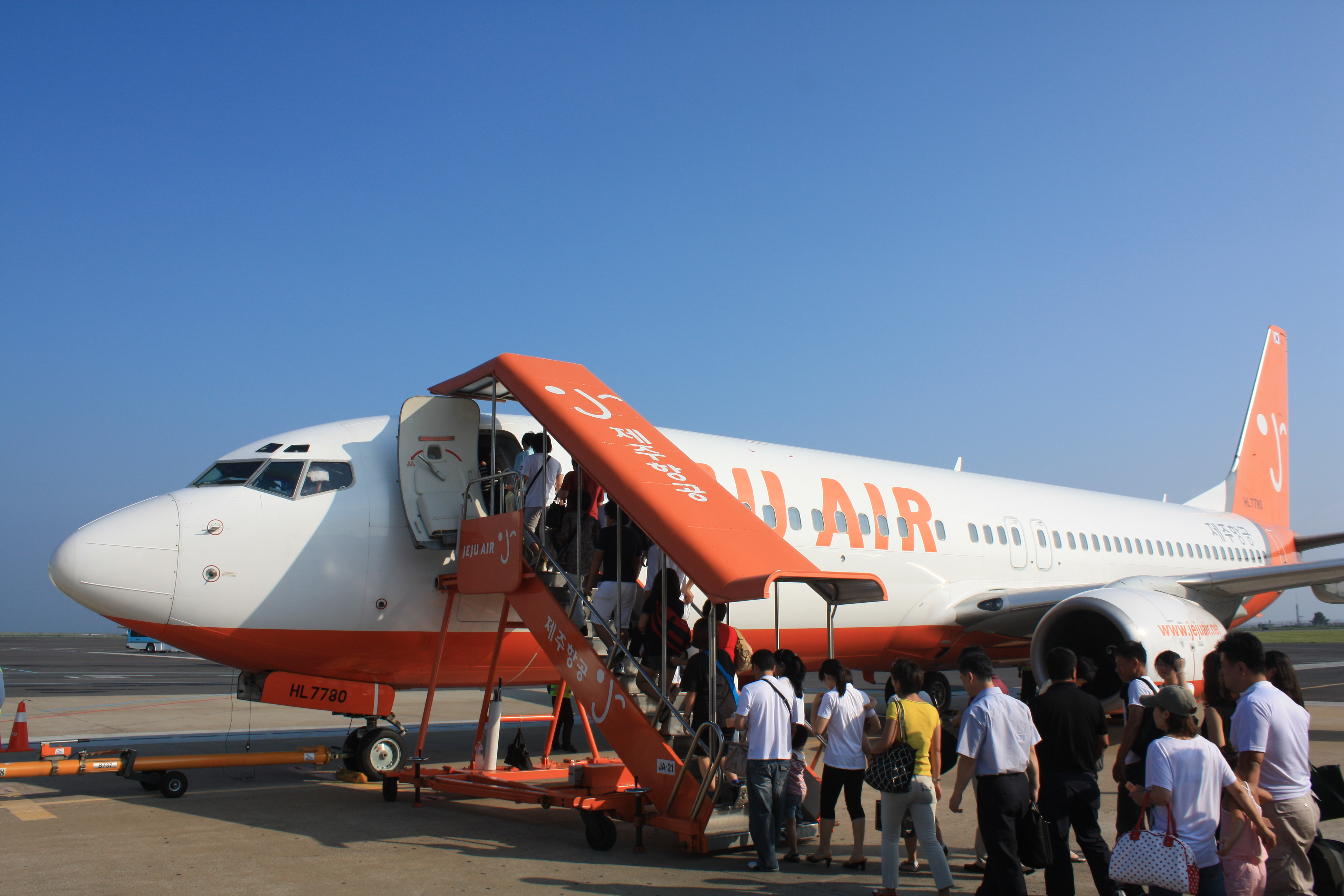
فضای فرودگاه ججو

### Domestic Terminal
| شرکت‌های هواپیمایی | مقصدهای پروازی                                                             |
| ----------------- | -------------------------------------------------------------------------- |
| Air Busan         | گیمهی، دئگو، گیمپو                                                         |
| آسیانا ایرلاینز   | گیمهی، چئونگ‌جو، دئگو، گوانگجو، ساچئون، گیمپو، اینچئون، یئوسو               |
| ایستار جت         | گیمهی، چئونگ‌جو، گانسان، گیمپو                                              |
| ججو ایر           | گیمهی، چئونگ‌جو، دئگو، گیمپو                                                |
| Jin Air           | گیمهی، چئونگ‌جو، گوانگجو، گیمپو                                             |
| کورین ایر         | گیمهی، چئونگ‌جو، دئگو، گانسان، گوانگجو، ساچئون، گیمپو، اینچئون، ونجو، یئوسو |
| تی وی ایرلاینز    | دئگو، گوانگجو، موان، گیمپو                                                 |

### International Terminal
| شرکت‌های هواپیمایی        | مقصدهای پروازی |
| ------------------------ | --- |
| ایر چاینا                | پکن، هانگجو ژیاشان، تیانجین بینهای |
| دراگون‌ایر                | هنگ کنگ |
| هواپیمایی شرقی چین       | پکن، چانگچون لونگییا، هانگجو ژیاشان، نانچانگ چانگبی، نانجینگ لوکو، نینگبو لیشه، شانگهای پودنگ، ونچو یونگچیانگ، سانن شوفانگ، شی‌آن شیان‌یانگ |
| هواپیمایی جنوبی چین      | چانگچون لونگییا، چانگشا هوانگهوا، دالیان ژووشویزی، بایون گوآنگجو، هاربین تایپینگ، شنینگ تخین، شنژن بن، ووهان تیانهه، ژنگژو سین‌ژنگ         |
| ایستار جت                | سووارنابومی، |
| هنگ کنگ اکسپرس           | هنگ کنگ |
| ججو ایر                  | چارتر: مکتان-کبو |
| Jetstar Pacific Airlines | تان سون نهات |
| Jin Air                  | کوانژو جینجیانگ، شانگهای پودنگ، شی‌آن شیان‌یانگ فصلی: سووارنابومی                                                                           |
| جونیائو ایرلاینز         | نانجینگ لوکو، شانگهای پودنگ |
| کورین ایر                | پکن، لانگ‌دونگ‌بائو گوئی‌یانگ، کانزای، ناریتا                                                                                                |
| اوکی ایرویز              | نینگبو لیشه, تیانجین بینهای فصلی: هانگجو ژیاشان                                                                                           |
| فیلیپین ایرلاینز         | چارتر: نینوی آکوئینو |
| شنژن ایرلاینز            | نانتونگ زینگدونگ, شنژن بن |
| سیچوان ایرلاینز          | چنگدو شوانگلیو، چنگچینگ ییانگبی |
| اسپرینگ ایرلاینز         | هانگجو ژیاشان، هاربین تایپینگ، نینگبو لیشه، شانگهای پودنگ، شنینگ تخین، شیاژونگ ژنگدینگ، تیانجین بینهای                                    |
| تی وی ایرلاینز           | کانزای, ناریتا (آغاز از ۲ سپتامبر ۲۰۱۷)                                                                                                   |
| تیانجین ایرلاینز         | تیانجین بینهای |
| تایگرایر تایوان          | تائویوان تایوان |
| ژیامن ایرلاینز           | فوژو چنگل، کوانژو جینجیانگ، زیامن گائوچی                                                                                                  |